# 2016年克里夫蘭印地安人隊球季
2016年克里夫蘭印地安人隊球季是克里夫蘭印地安人第116個球季，也是進步球場的第23個球季。印地安人隊贏得自2007年以來首次的美聯中區龍頭，隨後在分區系列賽擊敗波士頓紅襪隊，贏得九年來季後賽首勝。接著他們於美聯冠軍賽中僅用五戰便擊敗多倫多藍鳥隊，但世界大賽時在三勝一敗領先情勢下遭芝加哥小熊隊逆轉落敗，然而這也已是他們自1997年來首次殺入世界大賽殿堂。

## 外部連結
- 2016克里夫蘭印地安人隊球季官網 的存檔，存档日期2011-07-04.
- 2016克里夫蘭印地安人隊球季 （页面存档备份，存于） at Baseball Reference